# Liste der Nummer-eins-Hits in den britischen Charts (2015)
Dies ist eine Liste der Nummer-eins-Hits in den britischen Charts im Jahr 2015. Sie basiert auf den Official Singles Chart Top 100 und den Albums Chart Top 100, die von der Official Charts Company ermittelt werden.
Die britischen Charts werden unmittelbar nach Ende der Verkaufswoche veröffentlicht und gelten für die der Verkaufswoche folgende Woche. Ausgabedatum ist der letzte Tag der Woche, also der Samstag eine Woche nach Ende der Verkaufswoche. Bis Anfang Juli zählten die Verkäufe von Montag bis Sonntag, dann wurde am 10. Juli der Global Release Day eingeführt. Neuerscheinungen gab es damit weltweit bereits am Freitag und auch die UK-Charts verschoben sich um drei Tage. Die am 5. Juli beginnende Chartwoche wurde deshalb auf vier Tage verkürzt.

## Singles
| ← 2014 ← | Liste der Nummer-eins-Hits in den britischen Charts | Liste der Nummer-eins-Hits in den britischen Charts | Liste der Nummer-eins-Hits in den britischen Charts                                                                                       | 2016 → |
| \| Zeitraum \| Wo. ges. \| Interpret \| Titel Autor(en) \| Zusätzliche Informationen \| \| (Zeitraum, Wochen auf Platz eins, Interpret, Titel, Autor[en], zusätzliche Informationen) \| \| \| \| \| \| ----------------------------------------------------------------------------------------- \| -------- \| --------------------------------- \| ----------------------------------------------------------------------------------------------------------------------------------------- \| ------------------------------------------------------------------------------------------------------------------------------------------------------------------------------------------------------------------------------------------------------------------------------------------------------------------------------------------------------------------------------------------------------------------------ \| \| 28. Dezember 2014 – 7. Februar 2015 6 Wochen (insgesamt 7) \| 7 \| Mark Ronson feat. Bruno Mars \| Uptown Funk! Mark Ronson, Jeff Bhasker, Bruno Mars, Philip Lawrence \| Gleich zu Beginn stand mit der ungewöhnlichen Funk-Nummer einer der größten Hits des Jahres an der Spitze. Er wurde mit Dreifachplatin ausgezeichnet. \| \| 8. Februar 2015 – 7. März 2015 4 Wochen \| 4 \| Ellie Goulding \| Love Me like You Do Max Martin, Savan Kotecha, Ali Payami, Tove Nilsson, Ilya Salmanzadeh \| Das Lied verdankt seinen Erfolg dem vieldiskutierten Film Fifty Shades of Grey. Für Goulding war es nach Burn im Jahr 2013 die zweite Nummer-eins-Single. Mit 2,58 Millionen Abrufen stellte es in der Debütwoche einen neuen Streaming-Rekord auf. \| \| 8. März 2015 – 14. März 2015 1 Woche \| 1 \| Years & Years \| King Olly Alexander, Emre Turkmen, Michael Goldsworthy, Mark Ralph, Andy Smith \| Die Topkandidaten auf den Durchbruch des Jahres laut Sound of 2015 erfüllten die Prophezeiung bereits nach wenigen Wochen. \| \| 15. März 2015 – 28. März 2015 2 Wochen \| 2 \| Sam Smith feat. John Legend \| Lay Me Down James Napier, Sam Smith, Elvin Smith \| Die Interpreten von zwei der größten Hits des vorangegangenen Jahres taten sich zusammen und nahmen Sam Smiths erste Solosingle neu auf. Für Smith war es die vierte und für John Legend die erste Nummer-eins-Platzierung in den Singlecharts. \| \| 29. März 2015 – 18. April 2015 3 Wochen \| 3 \| Jess Glynne \| Hold My Hand Janee Bennett, Jess Glynne, Jack Patterson, Ina Wroldsen \| Als Gastsängerin war die Britin schon zweimal auf Platz eins gewesen, die dritte eigene Single brachte ihr die erste eigene Nummer eins. \| \| 19. April 2015 – 2. Mai 2015 2 Wochen \| 2 \| Wiz Khalifa feat. Charlie Puth \| See You Again Justin Franks, Cameron Thomaz, Andrew Cedar, Charles Puth \| Die zweite Film-Nummer-Eins des Jahres (aus Fast & Furious 7) übertraf mit 3,68 Millionen Abrufen den Streamingrekord von Ellie Goulding deutlich.[1] Als Gast bei Payphone von Maroon 5 war der US-Rapper 2012 schon einmal auf Platz eins in UK gewesen. \| \| 3. Mai 2015 – 30. Mai 2015 4 Wochen \| 4 \| Omi \| Cheerleader (Felix Jaehn Remix) Omar Samuel Pasley, Clifton Dillon, Mark Bradford, Ryan Dillon, Sly Dunbar \| Volle 14 Wochen war das Lied schon in den Charts und hatte bereits Platz 37 erreicht, bevor die offizielle Singleveröffentlichung erfolgte. Danach verbrachte es auch erst einmal zwei Wochen auf Platz zwei, bevor endlich der Sprung auf Platz eins gelang.[2][3] \| \| 31. Mai 2015 – 27. Juni 2015 4 Wochen \| 4 \| Jason Derulo \| Want to Want Me Ian Kirkpatrick, Sam Martin, Lindy Robbins, Mitch Allan, Jason Desrouleaux \| Die zehnte UK-Top-10-Single war für den US-Sänger sein vierter Nummer-eins-Hit in fünf Jahren. Mit vier Wochen an der Spitze war es auch sein erfolgreichster Hit. \| \| 28. Juni 2015 – 4. Juli 2015 1 Woche \| 1 \| Tinie Tempah feat. Jess Glynne \| Not Letting Go Jermaine Jackson, Janee „Jin Jin“ Bennett, Gareth Keane, Jess Glynne, Krishane Murray, Lewis Jankel, Patrick Junior Okogwu \| 2010 war der UK-Rapper mit zwei Nummer-eins-Hits in die Karriere gestartet, fünf Jahre dauerte es bis zum dritten Nummer-eins-Song. Dazwischen war er aber auch dreimal als Gastrapper erfolgreich gewesen, so dass er Tinie Tempah nun ein halbes Dutzend Nummer-eins-Platzierungen in den Singlecharts vorweisen konnte. Für Jess Glynne war es auch bereits die vierte Spitzenplatzierung, die zweite in diesem Jahr. \| \| 5. Juli 2015 – 11. Juli 2015 1 Woche \| 1 \| Lost Frequencies \| Are You with Me Tommy Lee James, Shane McAnally, Terry McBride \| Felix De Laet, der DJ hinter dem Namen Lost Frequencies, war der erste Belgier auf Platz eins der britischen Charts.[4] Das Lied ist die Danceversion eines Countrysongs von Easton Corbin und erreichte in ganz Europa vordere Platzierungen. \| \| 12. Juli 2015 – 16. Juli 2015 1 Woche \| 1 \| David Zowie \| House Every Weekend Zack Toms, David Zowie \| Da am 10. Juli der Global Release Day eingeführt worden war und sich damit auch die Chartwoche verschob, genügten dem DJ aus Kent vier Verkaufstage, um mit diesem Clubtrack seine Nummer-eins-Platzierung zu erreichen. Sein Erfolg blieb aber auf die Britischen Inseln beschränkt. \| \| 17. Juli 2015 – 6. August 2015 3 Wochen \| 3 \| Little Mix \| Black Magic Ed Drewett, Camille Purcell, Henrik Michelsen, Edvard Erfjord \| Es ist der dritte Nummer-eins-Hits für die Girlgroup nach ihren ersten beiden Singles 2011 und 2012. \| \| 7. August 2015 – 13. August 2015 1 Woche \| 1 \| One Direction \| Drag Me Down John Ryan, Julian Bunetta, Jamie Scott \| Ein Dutzend Top-10-Singles hatte die 2011 aus The X Factor hervorgegangene Boygroup, zum vierten Mal stand sie auf Platz eins. \| \| 14. August 2015 – 20. August 2015 1 Woche \| 1 \| Charlie Puth feat. Meghan Trainor \| Marvin Gaye Charlie Puth, Julie Frost, Jacob Elisha Luttrell, Nick Seeley \| Als Sänger des Nummer-eins-Hits See You Again war Puth früher im Jahr bekannt geworden. Mit einem Retrosong und Unterstützung von Meghan Trainor, die im letzten Jahr mit dem Retrosong All About the Bass einen großen Hit hatte, stand er zum zweiten Mal auf Platz eins. Allerdings war der US-Sänger in kaum einem anderen Land mit dem Lied so erfolgreich wie in Großbritannien. \| \| 21. August 2015 – 27. August 2015 1 Woche \| 1 \| Jess Glynne \| Don’t Be so Hard on Yourself Thomas Barnes, Jessica Glynne, Wayne Hector, Peter Kelleher, Benjamin Kohn \| Zum dritten Mal in diesem Jahr stand die Sängerin auf Platz eins (einmal als Gastsängerin), nachdem sie schon im Vorjahr zweimal den Spitzenplatz eingenommen hatte. \| \| 28. August 2015 – 3. September 2015 1 Woche \| 1 \| Rachel Platten \| Fight Song Dave Bassett, Rachel Platten \| Bekannt wurde das Lied durch US-Fernsehserien und war deshalb vor allem im englischsprachigen Raum erfolgreich. Platz eins erreichte es nur in Großbritannien. \| \| 4. September 2015 – 10. September 2015 1 Woche (insgesamt 5) \| 5 \| Justin Bieber \| What Do You Mean? Jason Boyd, Mason Levy, Justin Bieber \| Das Lied ist nicht nur der erste Nummer-eins-Hit des kanadischen Jungstars in Großbritannien, mit 3,2 Millionen Streamingabrufen in der Debütwoche übertraf es den vorherigen Startrekord um 60 %.[5] Den Gesamtrekord von 3,68 Millionen Abrufen in einer Woche hatte Wiz Khalifa früher im Jahr aufgestellt. \| \| 11. September 2015 – 17. September 2015 1 Woche \| 1 \| Sigala \| Easy Love Freddie Perren, Deke Richards, Alphonzo Mizell, Berry Gordy Jr. \| Das zweite Nummer-eins-Debüt mit einem Clubhit verdankt seinem Erfolg einem Sample aus dem Lied ABC der Jackson Five. \| \| 18. September 2015 – 1. Oktober 2015 2 Wochen (insgesamt 5) \| 5 \| Justin Bieber \| What Do You Mean? Jason Boyd, Mason Levy, Justin Bieber \| – \| \| 2. Oktober 2015 – 8. Oktober 2015 1 Woche \| 1 \| Sam Smith \| Writing’s on the Wall Samuel Frederick Smith, James John Napier \| Dieses Jahr hatte Sam Smith die Ehre, den Song zum aktuellen James-Bond-Film Spectre zu singen. Obwohl es bereits der 24. Film der Reihe war, war es das erste Mal in Großbritannien, dass der Filmsong Platz eins erreichte. \| \| 9. Oktober 2015 – 22. Oktober 2015 2 Wochen (insgesamt 5) \| 5 \| Justin Bieber \| What Do You Mean? Jason Boyd, Mason Levy, Justin Bieber \| – \| \| 23. Oktober 2015 – 29. Oktober 2015 1 Woche \| 1 \| KDA feat. Tinie Tempah & Katy B \| Turn the Music Louder (Rumble) \| Ein typisch englischer Clubhit des Londoner DJs wurde mit prominentem Gesang zum Nummer-eins-Hit. \| \| 30. Oktober 2015 – 19. November 2015 3 Wochen \| 3 \| Adele \| Hello Greg Kurstin, Adele Adkins \| Ihr Bond-Song Skyfall hatte 2012 die Spitze noch knapp verpasst, aber nach einer längeren Pause schaffte sie ihre zweite Nummer-eins-Platzierung und stellte einen Streamingrekord auf (7,32 Millionen Abrufe), der den vorherigen Rekord fast verdoppelte.[6] In Woche zwei hatte sie immer noch den bis dahin zweitbesten Wert (5,78 Millionen).[7] \| \| 20. November 2015 – 3. Dezember 2015 2 Wochen \| 2 \| Justin Bieber \| Sorry Justin Bieber, Sonny Moore, Justin Tranter, Julia Michaels, Michael Tucker \| Drei Wochen lang musste der Kanadier hinter Adele zurückstehen, bevor er mit Veröffentlichung seines neuen Albums doch noch an ihr vorbeizog. Die Singles waren gleichzeitig erschienen, beim Album war er ihr eine Woche voraus, trotzdem erreichte es nur Platz 2. \| \| 4. Dezember 2015 – 24. Dezember 2015 3 Wochen (insgesamt 6) \| 6 \| Justin Bieber \| Love Yourself Benjamin Levin, Justin Bieber, Ed Sheeran \| – \| \| 25. Dezember 2015 – 31. Dezember 2015 1 Woche \| 1 \| Lewisham & Greenwich NHS Choir \| A Bridge Over You \| Der Weihnachts-Nummer-eins-Hit des Jahres 2015 \| |                                                     |                                                     | | |
| ← 2014 |                                                     |                                                     | | → 2016 → |
| Zeitraum | Wo. ges.                                            | Interpret                                           | Titel Autor(en) | Zusätzliche Informationen |
| (Zeitraum, Wochen auf Platz eins, Interpret, Titel, Autor[en], zusätzliche Informationen) |                                                     |                                                     | | |
| 28. Dezember 2014 – 7. Februar 2015 6 Wochen (insgesamt 7) | 7                                                   | Mark Ronson feat. Bruno Mars                        | Uptown Funk! Mark Ronson, Jeff Bhasker, Bruno Mars, Philip Lawrence                                                                       | Gleich zu Beginn stand mit der ungewöhnlichen Funk-Nummer einer der größten Hits des Jahres an der Spitze. Er wurde mit Dreifachplatin ausgezeichnet. |
| 8. Februar 2015 – 7. März 2015 4 Wochen | 4                                                   | Ellie Goulding                                      | Love Me like You Do Max Martin, Savan Kotecha, Ali Payami, Tove Nilsson, Ilya Salmanzadeh                                                 | Das Lied verdankt seinen Erfolg dem vieldiskutierten Film Fifty Shades of Grey. Für Goulding war es nach Burn im Jahr 2013 die zweite Nummer-eins-Single. Mit 2,58 Millionen Abrufen stellte es in der Debütwoche einen neuen Streaming-Rekord auf. |
| 8. März 2015 – 14. März 2015 1 Woche | 1                                                   | Years & Years                                       | King Olly Alexander, Emre Turkmen, Michael Goldsworthy, Mark Ralph, Andy Smith                                                            | Die Topkandidaten auf den Durchbruch des Jahres laut Sound of 2015 erfüllten die Prophezeiung bereits nach wenigen Wochen. |
| 15. März 2015 – 28. März 2015 2 Wochen | 2                                                   | Sam Smith feat. John Legend                         | Lay Me Down James Napier, Sam Smith, Elvin Smith                                                                                          | Die Interpreten von zwei der größten Hits des vorangegangenen Jahres taten sich zusammen und nahmen Sam Smiths erste Solosingle neu auf. Für Smith war es die vierte und für John Legend die erste Nummer-eins-Platzierung in den Singlecharts. |
| 29. März 2015 – 18. April 2015 3 Wochen | 3                                                   | Jess Glynne                                         | Hold My Hand Janee Bennett, Jess Glynne, Jack Patterson, Ina Wroldsen                                                                     | Als Gastsängerin war die Britin schon zweimal auf Platz eins gewesen, die dritte eigene Single brachte ihr die erste eigene Nummer eins. |
| 19. April 2015 – 2. Mai 2015 2 Wochen | 2                                                   | Wiz Khalifa feat. Charlie Puth                      | See You Again Justin Franks, Cameron Thomaz, Andrew Cedar, Charles Puth                                                                   | Die zweite Film-Nummer-Eins des Jahres (aus Fast & Furious 7) übertraf mit 3,68 Millionen Abrufen den Streamingrekord von Ellie Goulding deutlich. Als Gast bei Payphone von Maroon 5 war der US-Rapper 2012 schon einmal auf Platz eins in UK gewesen. |
| 3. Mai 2015 – 30. Mai 2015 4 Wochen | 4                                                   | Omi                                                 | Cheerleader (Felix Jaehn Remix) Omar Samuel Pasley, Clifton Dillon, Mark Bradford, Ryan Dillon, Sly Dunbar                                | Volle 14 Wochen war das Lied schon in den Charts und hatte bereits Platz 37 erreicht, bevor die offizielle Singleveröffentlichung erfolgte. Danach verbrachte es auch erst einmal zwei Wochen auf Platz zwei, bevor endlich der Sprung auf Platz eins gelang. |
| 31. Mai 2015 – 27. Juni 2015 4 Wochen | 4                                                   | Jason Derulo                                        | Want to Want Me Ian Kirkpatrick, Sam Martin, Lindy Robbins, Mitch Allan, Jason Desrouleaux                                                | Die zehnte UK-Top-10-Single war für den US-Sänger sein vierter Nummer-eins-Hit in fünf Jahren. Mit vier Wochen an der Spitze war es auch sein erfolgreichster Hit. |
| 28. Juni 2015 – 4. Juli 2015 1 Woche | 1                                                   | Tinie Tempah feat. Jess Glynne                      | Not Letting Go Jermaine Jackson, Janee „Jin Jin“ Bennett, Gareth Keane, Jess Glynne, Krishane Murray, Lewis Jankel, Patrick Junior Okogwu | 2010 war der UK-Rapper mit zwei Nummer-eins-Hits in die Karriere gestartet, fünf Jahre dauerte es bis zum dritten Nummer-eins-Song. Dazwischen war er aber auch dreimal als Gastrapper erfolgreich gewesen, so dass er Tinie Tempah nun ein halbes Dutzend Nummer-eins-Platzierungen in den Singlecharts vorweisen konnte. Für Jess Glynne war es auch bereits die vierte Spitzenplatzierung, die zweite in diesem Jahr. |
| 5. Juli 2015 – 11. Juli 2015 1 Woche | 1                                                   | Lost Frequencies                                    | Are You with Me Tommy Lee James, Shane McAnally, Terry McBride                                                                            | Felix De Laet, der DJ hinter dem Namen Lost Frequencies, war der erste Belgier auf Platz eins der britischen Charts. Das Lied ist die Danceversion eines Countrysongs von Easton Corbin und erreichte in ganz Europa vordere Platzierungen. |
| 12. Juli 2015 – 16. Juli 2015 1 Woche | 1                                                   | David Zowie                                         | House Every Weekend Zack Toms, David Zowie                                                                                                | Da am 10. Juli der Global Release Day eingeführt worden war und sich damit auch die Chartwoche verschob, genügten dem DJ aus Kent vier Verkaufstage, um mit diesem Clubtrack seine Nummer-eins-Platzierung zu erreichen. Sein Erfolg blieb aber auf die Britischen Inseln beschränkt. |
| 17. Juli 2015 – 6. August 2015 3 Wochen | 3                                                   | Little Mix                                          | Black Magic Ed Drewett, Camille Purcell, Henrik Michelsen, Edvard Erfjord                                                                 | Es ist der dritte Nummer-eins-Hits für die Girlgroup nach ihren ersten beiden Singles 2011 und 2012. |
| 7. August 2015 – 13. August 2015 1 Woche | 1                                                   | One Direction                                       | Drag Me Down John Ryan, Julian Bunetta, Jamie Scott                                                                                       | Ein Dutzend Top-10-Singles hatte die 2011 aus The X Factor hervorgegangene Boygroup, zum vierten Mal stand sie auf Platz eins. |
| 14. August 2015 – 20. August 2015 1 Woche | 1                                                   | Charlie Puth feat. Meghan Trainor                   | Marvin Gaye Charlie Puth, Julie Frost, Jacob Elisha Luttrell, Nick Seeley                                                                 | Als Sänger des Nummer-eins-Hits See You Again war Puth früher im Jahr bekannt geworden. Mit einem Retrosong und Unterstützung von Meghan Trainor, die im letzten Jahr mit dem Retrosong All About the Bass einen großen Hit hatte, stand er zum zweiten Mal auf Platz eins. Allerdings war der US-Sänger in kaum einem anderen Land mit dem Lied so erfolgreich wie in Großbritannien.                                   |
| 21. August 2015 – 27. August 2015 1 Woche | 1                                                   | Jess Glynne                                         | Don’t Be so Hard on Yourself Thomas Barnes, Jessica Glynne, Wayne Hector, Peter Kelleher, Benjamin Kohn                                   | Zum dritten Mal in diesem Jahr stand die Sängerin auf Platz eins (einmal als Gastsängerin), nachdem sie schon im Vorjahr zweimal den Spitzenplatz eingenommen hatte. |
| 28. August 2015 – 3. September 2015 1 Woche | 1                                                   | Rachel Platten                                      | Fight Song Dave Bassett, Rachel Platten                                                                                                   | Bekannt wurde das Lied durch US-Fernsehserien und war deshalb vor allem im englischsprachigen Raum erfolgreich. Platz eins erreichte es nur in Großbritannien. |
| 4. September 2015 – 10. September 2015 1 Woche (insgesamt 5) | 5                                                   | Justin Bieber                                       | What Do You Mean? Jason Boyd, Mason Levy, Justin Bieber                                                                                   | Das Lied ist nicht nur der erste Nummer-eins-Hit des kanadischen Jungstars in Großbritannien, mit 3,2 Millionen Streamingabrufen in der Debütwoche übertraf es den vorherigen Startrekord um 60 %. Den Gesamtrekord von 3,68 Millionen Abrufen in einer Woche hatte Wiz Khalifa früher im Jahr aufgestellt. |
| 11. September 2015 – 17. September 2015 1 Woche | 1                                                   | Sigala                                              | Easy Love Freddie Perren, Deke Richards, Alphonzo Mizell, Berry Gordy Jr.                                                                 | Das zweite Nummer-eins-Debüt mit einem Clubhit verdankt seinem Erfolg einem Sample aus dem Lied ABC der Jackson Five. |
| 18. September 2015 – 1. Oktober 2015 2 Wochen (insgesamt 5) | 5                                                   | Justin Bieber                                       | What Do You Mean? Jason Boyd, Mason Levy, Justin Bieber                                                                                   | – |
| 2. Oktober 2015 – 8. Oktober 2015 1 Woche | 1                                                   | Sam Smith                                           | Writing’s on the Wall Samuel Frederick Smith, James John Napier                                                                           | Dieses Jahr hatte Sam Smith die Ehre, den Song zum aktuellen James-Bond-Film Spectre zu singen. Obwohl es bereits der 24. Film der Reihe war, war es das erste Mal in Großbritannien, dass der Filmsong Platz eins erreichte. |
| 9. Oktober 2015 – 22. Oktober 2015 2 Wochen (insgesamt 5) | 5                                                   | Justin Bieber                                       | What Do You Mean? Jason Boyd, Mason Levy, Justin Bieber                                                                                   | – |
| 23. Oktober 2015 – 29. Oktober 2015 1 Woche | 1                                                   | KDA feat. Tinie Tempah & Katy B                     | Turn the Music Louder (Rumble) | Ein typisch englischer Clubhit des Londoner DJs wurde mit prominentem Gesang zum Nummer-eins-Hit. |
| 30. Oktober 2015 – 19. November 2015 3 Wochen | 3                                                   | Adele                                               | Hello Greg Kurstin, Adele Adkins | Ihr Bond-Song Skyfall hatte 2012 die Spitze noch knapp verpasst, aber nach einer längeren Pause schaffte sie ihre zweite Nummer-eins-Platzierung und stellte einen Streamingrekord auf (7,32 Millionen Abrufe), der den vorherigen Rekord fast verdoppelte. In Woche zwei hatte sie immer noch den bis dahin zweitbesten Wert (5,78 Millionen).                                                                          |
| 20. November 2015 – 3. Dezember 2015 2 Wochen | 2                                                   | Justin Bieber                                       | Sorry Justin Bieber, Sonny Moore, Justin Tranter, Julia Michaels, Michael Tucker                                                          | Drei Wochen lang musste der Kanadier hinter Adele zurückstehen, bevor er mit Veröffentlichung seines neuen Albums doch noch an ihr vorbeizog. Die Singles waren gleichzeitig erschienen, beim Album war er ihr eine Woche voraus, trotzdem erreichte es nur Platz 2. |
| 4. Dezember 2015 – 24. Dezember 2015 3 Wochen (insgesamt 6) | 6                                                   | Justin Bieber                                       | Love Yourself Benjamin Levin, Justin Bieber, Ed Sheeran                                                                                   | – |
| 25. Dezember 2015 – 31. Dezember 2015 1 Woche | 1                                                   | Lewisham & Greenwich NHS Choir                      | A Bridge Over You | Der Weihnachts-Nummer-eins-Hit des Jahres 2015 |

## Alben
| ← 2014 ← | Liste der Nummer-eins-Hits in den britischen Charts | Liste der Nummer-eins-Hits in den britischen Charts | Liste der Nummer-eins-Hits in den britischen Charts | 2016 → |
| \| Zeitraum \| Wo. ges. \| Interpret \| Titel \| Zusätzliche Informationen \| \| (Zeitraum, Wochen auf Platz eins, Interpret, Titel, zusätzliche Informationen) \| \| \| \| \| \| ------------------------------------------------------------------------------ \| -------- \| --------------------------------------------------- \| -------------------------------- \| --------------------------------------------------------------------------------------------------------------------------------------------------------------------------------------------------------------------------------------------------------------------------------------------------------------------------------------------------------------------------------------------------------------------------------------------- \| \| 14. Dezember 2014 – 3. Januar 2015 3 Wochen (insgesamt 13) \| 13 \| Ed Sheeran \| × \| Das meistverkaufte Album des Jahres 2014 rettete sich bis ins neue Jahr. \| \| 4. Januar 2015 – 10. Januar 2015 1 Woche (insgesamt 4) \| 4 \| George Ezra \| Wanted on Voyage \| Ezras Album stand in der Jahresauswertung 2014 auf Platz drei und konnte Anfang 2015 noch zwei Nummer-eins-Wochen dazulegen. \| \| 11. Januar 2015 – 17. Januar 2015 1 Woche (insgesamt 8) \| 8 \| Sam Smith \| In the Lonely Hour \| Mit Sam Smith sind die Top 3 des Vorjahres komplett. In Ermangelung prominenter Neuveröffentlichungen wurde das Beste aus dem vergangenen Jahr gekauft. \| \| 18. Januar 2015 – 24. Januar 2015 1 Woche (insgesamt 4) \| 4 \| George Ezra \| Wanted on Voyage \| – \| \| 25. Januar 2015 – 31. Januar 2015 1 Woche \| 1 \| Mark Ronson \| Uptown Special \| Der Durchbruch für Ronson kam 2007 mit dem Nummer-zwei-Album Version und zwei Nummer-zwei-Singles. Das erste Nummer-eins-Album kam jetzt zusammen mit dem Nummer-eins-Hit Uptown Funk. \| \| 1. Februar 2015 – 7. Februar 2015 1 Woche \| 1 \| Meghan Trainor \| Title \| Das Lied All About That Bass war einer der größten Hits des vergangenen Jahres gewesen. Das Debütalbum der US-Sängerin folgte der Single auf Platz eins. \| \| 8. Februar 2015 – 14. Februar 2015 1 Woche \| 1 \| Bob Dylan \| Shadows in the Night \| Ein häufig gecoverter Musiker hat mit einem Coveralbum mit Frank-Sinatra-Klassikern sein achtes britisches Nummer-eins-Album. Zwischen dem ersten Charttopper The Freewheelin’ Bob Dylan und Shadows in the Night liegen mehr als 50 Jahre. \| \| 15. Februar 2015 – 21. Februar 2015 1 Woche (insgesamt 8) \| 8 \| Sam Smith \| In the Lonely Hour \| – \| \| 22. Februar 2015 – 28. Februar 2015 1 Woche \| 1 \| Imagine Dragons \| Smoke + Mirrors \| Mit dem Debütalbum Night Visions, das Platz zwei erreicht hatte, und der Single Radioactive war die US-Band ab 2012 jeweils mehr als zwei Jahre in den Charts gewesen. Der Nachfolger schaffte es direkt an die Chartspitze. \| \| 1. März 2015 – 7. März 2015 1 Woche (insgesamt 8) \| 8 \| Sam Smith \| In the Lonely Hour \| – \| \| 8. März 2015 – 14. März 2015 1 Woche \| 1 \| Noel Gallagher’s High Flying Birds \| Chasing Yesterday \| Gallaghers Oasis-Nachfolgeprojekt knüpft mit dem zweiten Nummer-eins-Album nahtlos an die Erfolge mit der Band an. \| \| 15. März 2015 – 21. März 2015 1 Woche (insgesamt 8) \| 8 \| Sam Smith \| In the Lonely Hour \| – \| \| 22. März 2015 – 28. März 2015 1 Woche \| 1 \| Kendrick Lamar \| To Pimp a Butterfly \| Bis dahin war der US-Rapper in Großbritannien nur mit einem Top-20-Album und einer Top-20-Single in Erscheinung getreten. Dann wurde To Pimp a Butterfly nicht nur eine Woche früher als erwartet veröffentlicht, sondern stellte mit 9,6 Millionen Abgerufen am ersten Tag einen neuen weltweiten Streaming-Rekord auf[8] und stieg anschließend auf Platz eins ein. \| \| 29. März 2015 – 4. April 2015 1 Woche \| 1 \| James Bay \| Chaos and the Calm \| Seit 2012 stand der Sänger unter Vertrag und bei Sound of 2015 wurde ihm der Durchbruch vorhergesagt. Bereits Ende 2014 war sein Lied Hold Back the River erschienen, nach der Wahl wurde es zum internationalen Hit und kam auf Platz zwei. Das Debütalbum erreichte in England und in der Schweiz Platz eins und in vielen weiteren Ländern die Top 10. \| \| 5. April 2015 – 11. April 2015 1 Woche \| 1 \| The Prodigy \| The Day Is My Enemy \| In großen Abständen von fünf bis sieben Jahren veröffentlicht die Techno-Band ihre Studioalben. Zuletzt war sie 2009 mit Invaders Must Die auf Platz eins. \| \| 12. April 2015 – 18. April 2015 1 Woche \| 1 \| All Time Low \| Future Hearts \| Dreimal war die amerikanische Pop-Punk-Band in den UK-Charts und konnte sich bis auf Platz eins steigern. \| \| 19. April 2015 – 25. April 2015 1 Woche \| 1 \| Paul Simon \| The Ultimate Collection \| 25 Jahre nach The Rhythm of the Saints und 50 Jahre nach seinem Debütalbum stand der US-Musiker mit dem Best-of-Album zum insgesamt vierten Mal an der Spitze der britischen Albumcharts. Zeitgleich tourte er mit 74 Jahren auch noch zusammen mit Sting durch Großbritannien.[9] \| \| 26. April 2015 – 2. Mai 2015 1 Woche \| 1 \| Josh Groban \| Stages \| In acht Anläufen kam der Amerikaner in England nicht über Platz 8 hinaus, im Land von Andrew Lloyd Webber schaffte er mit diesem Album mit Musicalsongs den Sprung an die Chartspitze. \| \| 3. Mai 2015 – 9. Mai 2015 1 Woche \| 1 \| Blur \| The Magic Whip \| Die ehemalige Britpopband hatte sich 2004 nach fünf Nummer-eins-Alben aufgelöst. Später traten sie zwar immer wieder gemeinsam auf, aber erst zwölf Jahre nach dem letzten Album gingen sie wieder für Albumaufnahmen ins Studio. \| \| 10. Mai 2015 – 23. Mai 2015 2 Wochen \| 2 \| Mumford & Sons \| Wilder Mind \| Für die ersten beiden Alben hatte die Folkrockband alleine in England und USA 13 Platinauszeichnungen bekommen. \| \| 24. Mai 2015 – 30. Mai 2015 1 Woche \| 1 \| Brandon Flowers \| The Desired Effect \| Schon mit den Killers war der US-Amerikaner in Großbritannien äußerst erfolgreich, noch mehr als in seiner Heimat. Sein zweites Soloalbum nach fünf Jahren war für den Frontmann der Band auch das zweite britische Nummer-eins-Album. \| \| 31. Mai 2015 – 6. Juni 2015 1 Woche \| 1 \| Will Young \| 85 % Proof \| Vor 13 Jahren hatte Will Young als Sieger von Pop Idol den Castingshow-Boom mit ausgelöst, auch beim sechsten Studioalbum war der Erfolg ungebrochen und zum vierten Mal war er ganz oben in den Charts. Erstmals konnte sich aber keine Liedauskopplung in den Singlecharts platzieren. \| \| 7. Juni 2015 – 13. Juni 2015 1 Woche (insgesamt 2) \| 2 \| Florence + the Machine \| How Big, How Blue, How Beautiful \| Auch das dritte Studioalbum der Sängerin erreicht in der Heimat Platz eins und erstmals schafft sie dies auch unter anderem in den USA und der Schweiz. \| \| 14. Juni 2015 – 27. Juni 2015 2 Wochen \| 2 \| Muse \| Drones \| Fünf Studioalben in Folge brachte die südenglische Band in zwölf Jahren an die Chartspitze. \| \| 28. Juni 2015 – 4. Juli 2015 1 Woche (insgesamt 2) \| 2 \| Florence + the Machine \| How Big, How Blue, How Beautiful \| – \| \| 5. Juli 2015 – 9. Juli 2015 1 Woche \| 1 \| Lionel Richie & the Commodores \| The Definitive Collection \| Nach dem Auftritt von Lionel Richie beim Glastonbury Festival stiegen die Verkaufszahlen des 12 Jahre alten Best-of-Albums sprunghaft an, 2003 hatte das Album Platz 10 erreicht.[10] Zweimal zuvor war der US-Sänger in England schon auf Platz eins der Albumcharts gewesen, zuletzt 1993 mit dem Sampler Back to Front. \| \| 10. Juli 2015 – 16. Juli 2015 1 Woche (insgesamt 13) \| 13 \| Ed Sheeran \| × \| – \| \| 17. Juli 2015 – 30. Juli 2015 2 Wochen \| 2 \| Years & Years \| Communion \| Die Londoner Band galt schon bei Sound of 2015 als die größte Neuentdeckung stellte das mit dem Debütalbum auch unter Beweis. Zuvor hatten sie im selben Jahr schon eine Nummer-eins- und eine Nummer-zwei-Single. \| \| 31. Juli 2015 – 6. August 2015 1 Woche \| 1 \| Chemical Brothers \| Born in the Echoes \| Seit 20 Jahren war das Drum-and-Bass-Duo erfolgreich und bis auf das Debütalbum erreichte jedes Studioalbum Platz eins. \| \| 7. August 2015 – 13. August 2015 1 Woche \| 1 \| The Maccabees \| Marks to Prove It \| Mit jedem Album steigerten sich die Indie-Rocker und mit dem vierten Album in acht Jahren schafften sie es bis an die Chartspitze. \| \| 14. August 2015 – 20. August 2015 1 Woche \| 1 \| Dr. Dre \| Compton: A Soundtrack by Dr. Dre \| 16 Jahre vorher erschien mit 2001 eines der seltenen eigenen Alben des Rappers, es erreichte Platz vier, war mehr als zwei Jahre in den Charts und wurde mit Dreifachplatin ausgezeichnet. Der große Name und der Hype um das als letztes Album angekündigte Compton brachten Dre die erste und damit wohl auch einzige Nummer-eins-Platzierung. \| \| 21. August 2015 – 27. August 2015 1 Woche \| 1 \| Cilla Black \| The Very Best Of \| Die in den 1960ern erfolgreiche Sängerin (unter anderem zwei Nummer-eins-Hits im Jahr 1964) war am 1. August gestorben. Das Best-of-Album erschien bereits 2013 zu ihrem 70. Geburtstag. \| \| 28. August 2015 – 3. September 2015 1 Woche \| 1 \| Jess Glynne \| I Cry When I Laugh \| Nach fünf Nummer-eins-Songs in nur eineinhalb Jahren, drei davon als Gastsängerin, folgt das Debütalbum auf Platz 1 der Albumcharts. \| \| 4. September 2015 – 10. September 2015 1 Woche \| 1 \| The Weeknd \| Beauty Behind the Madness \| Mit dem Debütalbum kam der Kanadier vor zwei Jahren nicht über Platz 12 hinaus, mit dem zweiten Album gehörte er, zumindest in den englischsprachigen Ländern, zur Spitze. \| \| 11. September 2015 – 17. September 2015 1 Woche \| 1 \| Iron Maiden \| The Book of Souls \| Zum fünften Mal insgesamt und zum zweiten Mal in Folge steht die Metalband in der Heimat auf Platz eins. In 35 Jahren kann Iron Maiden, alle Veröffentlichungen eingerechnet, 40 Chartplatzierungen vorweisen. \| \| 18. September 2015 – 24. September 2015 1 Woche \| 1 \| Stereophonics \| Keep the Village Alive \| Seit knapp 20 Jahren sind die Waliser im Vereinigten Königreich erfolgreich. Nach 2007 war die Serie von fünf Nummer-eins-Alben gerissen, mit diesem Album kehrten sie wieder an die Spitze zurück. \| \| 25. September 2015 – 1. Oktober 2015 1 Woche \| 1 \| David Gilmour \| Rattle That Lock \| Gilmour hatte bereits 2006 als Kopf von Pink Floyd eine Nummer-eins-Platzierung mit dem Soloalbum On an Island. Offiziell fällt dieses vierte Solostudioalbum in die Nach-Pink-Floyd-Ära, da es von der Band keine Neuveröffentlichungen mehr geben soll. \| \| 2. Oktober 2015 – 8. Oktober 2015 1 Woche \| 1 \| Disclosure \| Caracal \| – \| \| 9. Oktober 2015 – 15. Oktober 2015 1 Woche \| 1 \| Rudimental \| We the Generation \| Nach dem Debütalbum zwei Jahre zuvor erreichte auch das zweite Album des Elektroquartetts aus London die Spitzenposition. \| \| 16. Oktober 2015 – 22. Oktober 2015 1 Woche \| 1 \| Faithless \| Faithless 2.0 \| 2011 hatte die Band schon Schluss gemacht, zur Rückkehr in diesem Jahr veröffentlichten sie dieses Best-of-Album mit zusätzlichen Remix-Versionen ihrer Hits unter anderem von Avicii und Armin van Buuren. Zum dritten Mal erreichten sie Platz eins der britischen Albumcharts. \| \| 23. Oktober 2015 – 29. Oktober 2015 1 Woche \| 1 \| Jamie Lawson \| Jamie Lawson \| Der Sänger von der Südküste Englands hatte seinen Durchbruch 2011 in Irland. Als erster Musiker, den Ed Sheerans neues Label unter Vertrag genommen hatte, folgte auch in seiner Heimat der ganz große Erfolg.[11] \| \| 30. Oktober 2015 – 5. November 2015 1 Woche \| 1 \| 5 Seconds of Summer \| Sounds Good, Feels Good \| – \| \| 6. November 2015 – 19. November 2015 2 Wochen \| 2 \| Elvis Presley with the Royal Philharmonic Orchestra \| If I Can Dream \| Auch 38 Jahre nach seinem Tod stellte der „King“ noch Rekorde auf. Mit seinem 12. Nummer-eins-Album wurde er zum erfolgreichsten männlichen Interpreten der britischen Charts, nur noch übertroffen von den Beatles.[12] \| \| 20. November 2015 – 26. November 2015 1 Woche \| 1 \| One Direction \| Made in the A. M. \| In der Gunst der jungen Fans lag die Boyband in der Heimat ganz knapp vor dem Kanadier Justin Bieber, der zeitgleich sein Album veröffentlicht hatte. Die Boyband schaffte das vierte Nummer-eins-Album in ebenso vielen Jahren. \| \| 27. November 2015 – 14. Januar 2016 7 Wochen (insgesamt 13) \| 13 \| Adele \| 25 \| Mit knapp über 800.000 verkauften Exemplaren in der ersten Chartwoche stellte Adele einen neuen Rekord auf.[13] Geht man nicht nach Chartwochen, sondern nach den ersten sieben Verkaufstagen, so lag Oasis mit 813.000 Exemplaren des Albums Be Here Now weiterhin vorne.[14] Das war allerdings schon 18 Jahre her. Damals bekam die Band für 600.000 Exemplare Platin, wohingegen Adele sich schon Dreifachplatin (3×300.000) näherte.[15] \| |                                                     |                                                     |                                                     | |
| ← 2014 |                                                     |                                                     |                                                     | → 2016 → |
| Zeitraum | Wo. ges.                                            | Interpret                                           | Titel                                               | Zusätzliche Informationen |
| (Zeitraum, Wochen auf Platz eins, Interpret, Titel, zusätzliche Informationen) |                                                     |                                                     |                                                     | |
| 14. Dezember 2014 – 3. Januar 2015 3 Wochen (insgesamt 13) | 13                                                  | Ed Sheeran                                          | ×                                                   | Das meistverkaufte Album des Jahres 2014 rettete sich bis ins neue Jahr. |
| 4. Januar 2015 – 10. Januar 2015 1 Woche (insgesamt 4) | 4                                                   | George Ezra                                         | Wanted on Voyage                                    | Ezras Album stand in der Jahresauswertung 2014 auf Platz drei und konnte Anfang 2015 noch zwei Nummer-eins-Wochen dazulegen. |
| 11. Januar 2015 – 17. Januar 2015 1 Woche (insgesamt 8) | 8                                                   | Sam Smith                                           | In the Lonely Hour                                  | Mit Sam Smith sind die Top 3 des Vorjahres komplett. In Ermangelung prominenter Neuveröffentlichungen wurde das Beste aus dem vergangenen Jahr gekauft. |
| 18. Januar 2015 – 24. Januar 2015 1 Woche (insgesamt 4) | 4                                                   | George Ezra                                         | Wanted on Voyage                                    | – |
| 25. Januar 2015 – 31. Januar 2015 1 Woche | 1                                                   | Mark Ronson                                         | Uptown Special                                      | Der Durchbruch für Ronson kam 2007 mit dem Nummer-zwei-Album Version und zwei Nummer-zwei-Singles. Das erste Nummer-eins-Album kam jetzt zusammen mit dem Nummer-eins-Hit Uptown Funk. |
| 1. Februar 2015 – 7. Februar 2015 1 Woche | 1                                                   | Meghan Trainor                                      | Title                                               | Das Lied All About That Bass war einer der größten Hits des vergangenen Jahres gewesen. Das Debütalbum der US-Sängerin folgte der Single auf Platz eins. |
| 8. Februar 2015 – 14. Februar 2015 1 Woche | 1                                                   | Bob Dylan                                           | Shadows in the Night                                | Ein häufig gecoverter Musiker hat mit einem Coveralbum mit Frank-Sinatra-Klassikern sein achtes britisches Nummer-eins-Album. Zwischen dem ersten Charttopper The Freewheelin’ Bob Dylan und Shadows in the Night liegen mehr als 50 Jahre. |
| 15. Februar 2015 – 21. Februar 2015 1 Woche (insgesamt 8) | 8                                                   | Sam Smith                                           | In the Lonely Hour                                  | – |
| 22. Februar 2015 – 28. Februar 2015 1 Woche | 1                                                   | Imagine Dragons                                     | Smoke + Mirrors                                     | Mit dem Debütalbum Night Visions, das Platz zwei erreicht hatte, und der Single Radioactive war die US-Band ab 2012 jeweils mehr als zwei Jahre in den Charts gewesen. Der Nachfolger schaffte es direkt an die Chartspitze. |
| 1. März 2015 – 7. März 2015 1 Woche (insgesamt 8) | 8                                                   | Sam Smith                                           | In the Lonely Hour                                  | – |
| 8. März 2015 – 14. März 2015 1 Woche | 1                                                   | Noel Gallagher’s High Flying Birds                  | Chasing Yesterday                                   | Gallaghers Oasis-Nachfolgeprojekt knüpft mit dem zweiten Nummer-eins-Album nahtlos an die Erfolge mit der Band an. |
| 15. März 2015 – 21. März 2015 1 Woche (insgesamt 8) | 8                                                   | Sam Smith                                           | In the Lonely Hour                                  | – |
| 22. März 2015 – 28. März 2015 1 Woche | 1                                                   | Kendrick Lamar                                      | To Pimp a Butterfly                                 | Bis dahin war der US-Rapper in Großbritannien nur mit einem Top-20-Album und einer Top-20-Single in Erscheinung getreten. Dann wurde To Pimp a Butterfly nicht nur eine Woche früher als erwartet veröffentlicht, sondern stellte mit 9,6 Millionen Abgerufen am ersten Tag einen neuen weltweiten Streaming-Rekord auf und stieg anschließend auf Platz eins ein.                                                                |
| 29. März 2015 – 4. April 2015 1 Woche | 1                                                   | James Bay                                           | Chaos and the Calm                                  | Seit 2012 stand der Sänger unter Vertrag und bei Sound of 2015 wurde ihm der Durchbruch vorhergesagt. Bereits Ende 2014 war sein Lied Hold Back the River erschienen, nach der Wahl wurde es zum internationalen Hit und kam auf Platz zwei. Das Debütalbum erreichte in England und in der Schweiz Platz eins und in vielen weiteren Ländern die Top 10.                                                                         |
| 5. April 2015 – 11. April 2015 1 Woche | 1                                                   | The Prodigy                                         | The Day Is My Enemy                                 | In großen Abständen von fünf bis sieben Jahren veröffentlicht die Techno-Band ihre Studioalben. Zuletzt war sie 2009 mit Invaders Must Die auf Platz eins. |
| 12. April 2015 – 18. April 2015 1 Woche | 1                                                   | All Time Low                                        | Future Hearts                                       | Dreimal war die amerikanische Pop-Punk-Band in den UK-Charts und konnte sich bis auf Platz eins steigern. |
| 19. April 2015 – 25. April 2015 1 Woche | 1                                                   | Paul Simon                                          | The Ultimate Collection                             | 25 Jahre nach The Rhythm of the Saints und 50 Jahre nach seinem Debütalbum stand der US-Musiker mit dem Best-of-Album zum insgesamt vierten Mal an der Spitze der britischen Albumcharts. Zeitgleich tourte er mit 74 Jahren auch noch zusammen mit Sting durch Großbritannien. |
| 26. April 2015 – 2. Mai 2015 1 Woche | 1                                                   | Josh Groban                                         | Stages                                              | In acht Anläufen kam der Amerikaner in England nicht über Platz 8 hinaus, im Land von Andrew Lloyd Webber schaffte er mit diesem Album mit Musicalsongs den Sprung an die Chartspitze. |
| 3. Mai 2015 – 9. Mai 2015 1 Woche | 1                                                   | Blur                                                | The Magic Whip                                      | Die ehemalige Britpopband hatte sich 2004 nach fünf Nummer-eins-Alben aufgelöst. Später traten sie zwar immer wieder gemeinsam auf, aber erst zwölf Jahre nach dem letzten Album gingen sie wieder für Albumaufnahmen ins Studio. |
| 10. Mai 2015 – 23. Mai 2015 2 Wochen | 2                                                   | Mumford & Sons                                      | Wilder Mind                                         | Für die ersten beiden Alben hatte die Folkrockband alleine in England und USA 13 Platinauszeichnungen bekommen. |
| 24. Mai 2015 – 30. Mai 2015 1 Woche | 1                                                   | Brandon Flowers                                     | The Desired Effect                                  | Schon mit den Killers war der US-Amerikaner in Großbritannien äußerst erfolgreich, noch mehr als in seiner Heimat. Sein zweites Soloalbum nach fünf Jahren war für den Frontmann der Band auch das zweite britische Nummer-eins-Album. |
| 31. Mai 2015 – 6. Juni 2015 1 Woche | 1                                                   | Will Young                                          | 85 % Proof                                          | Vor 13 Jahren hatte Will Young als Sieger von Pop Idol den Castingshow-Boom mit ausgelöst, auch beim sechsten Studioalbum war der Erfolg ungebrochen und zum vierten Mal war er ganz oben in den Charts. Erstmals konnte sich aber keine Liedauskopplung in den Singlecharts platzieren. |
| 7. Juni 2015 – 13. Juni 2015 1 Woche (insgesamt 2) | 2                                                   | Florence + the Machine                              | How Big, How Blue, How Beautiful                    | Auch das dritte Studioalbum der Sängerin erreicht in der Heimat Platz eins und erstmals schafft sie dies auch unter anderem in den USA und der Schweiz. |
| 14. Juni 2015 – 27. Juni 2015 2 Wochen | 2                                                   | Muse                                                | Drones                                              | Fünf Studioalben in Folge brachte die südenglische Band in zwölf Jahren an die Chartspitze. |
| 28. Juni 2015 – 4. Juli 2015 1 Woche (insgesamt 2) | 2                                                   | Florence + the Machine                              | How Big, How Blue, How Beautiful                    | – |
| 5. Juli 2015 – 9. Juli 2015 1 Woche | 1                                                   | Lionel Richie & the Commodores                      | The Definitive Collection                           | Nach dem Auftritt von Lionel Richie beim Glastonbury Festival stiegen die Verkaufszahlen des 12 Jahre alten Best-of-Albums sprunghaft an, 2003 hatte das Album Platz 10 erreicht. Zweimal zuvor war der US-Sänger in England schon auf Platz eins der Albumcharts gewesen, zuletzt 1993 mit dem Sampler Back to Front. |
| 10. Juli 2015 – 16. Juli 2015 1 Woche (insgesamt 13) | 13                                                  | Ed Sheeran                                          | ×                                                   | – |
| 17. Juli 2015 – 30. Juli 2015 2 Wochen | 2                                                   | Years & Years                                       | Communion                                           | Die Londoner Band galt schon bei Sound of 2015 als die größte Neuentdeckung stellte das mit dem Debütalbum auch unter Beweis. Zuvor hatten sie im selben Jahr schon eine Nummer-eins- und eine Nummer-zwei-Single. |
| 31. Juli 2015 – 6. August 2015 1 Woche | 1                                                   | Chemical Brothers                                   | Born in the Echoes                                  | Seit 20 Jahren war das Drum-and-Bass-Duo erfolgreich und bis auf das Debütalbum erreichte jedes Studioalbum Platz eins. |
| 7. August 2015 – 13. August 2015 1 Woche | 1                                                   | The Maccabees                                       | Marks to Prove It                                   | Mit jedem Album steigerten sich die Indie-Rocker und mit dem vierten Album in acht Jahren schafften sie es bis an die Chartspitze. |
| 14. August 2015 – 20. August 2015 1 Woche | 1                                                   | Dr. Dre                                             | Compton: A Soundtrack by Dr. Dre                    | 16 Jahre vorher erschien mit 2001 eines der seltenen eigenen Alben des Rappers, es erreichte Platz vier, war mehr als zwei Jahre in den Charts und wurde mit Dreifachplatin ausgezeichnet. Der große Name und der Hype um das als letztes Album angekündigte Compton brachten Dre die erste und damit wohl auch einzige Nummer-eins-Platzierung.                                                                                  |
| 21. August 2015 – 27. August 2015 1 Woche | 1                                                   | Cilla Black                                         | The Very Best Of                                    | Die in den 1960ern erfolgreiche Sängerin (unter anderem zwei Nummer-eins-Hits im Jahr 1964) war am 1. August gestorben. Das Best-of-Album erschien bereits 2013 zu ihrem 70. Geburtstag. |
| 28. August 2015 – 3. September 2015 1 Woche | 1                                                   | Jess Glynne                                         | I Cry When I Laugh                                  | Nach fünf Nummer-eins-Songs in nur eineinhalb Jahren, drei davon als Gastsängerin, folgt das Debütalbum auf Platz 1 der Albumcharts. |
| 4. September 2015 – 10. September 2015 1 Woche | 1                                                   | The Weeknd                                          | Beauty Behind the Madness                           | Mit dem Debütalbum kam der Kanadier vor zwei Jahren nicht über Platz 12 hinaus, mit dem zweiten Album gehörte er, zumindest in den englischsprachigen Ländern, zur Spitze. |
| 11. September 2015 – 17. September 2015 1 Woche | 1                                                   | Iron Maiden                                         | The Book of Souls                                   | Zum fünften Mal insgesamt und zum zweiten Mal in Folge steht die Metalband in der Heimat auf Platz eins. In 35 Jahren kann Iron Maiden, alle Veröffentlichungen eingerechnet, 40 Chartplatzierungen vorweisen. |
| 18. September 2015 – 24. September 2015 1 Woche | 1                                                   | Stereophonics                                       | Keep the Village Alive                              | Seit knapp 20 Jahren sind die Waliser im Vereinigten Königreich erfolgreich. Nach 2007 war die Serie von fünf Nummer-eins-Alben gerissen, mit diesem Album kehrten sie wieder an die Spitze zurück. |
| 25. September 2015 – 1. Oktober 2015 1 Woche | 1                                                   | David Gilmour                                       | Rattle That Lock                                    | Gilmour hatte bereits 2006 als Kopf von Pink Floyd eine Nummer-eins-Platzierung mit dem Soloalbum On an Island. Offiziell fällt dieses vierte Solostudioalbum in die Nach-Pink-Floyd-Ära, da es von der Band keine Neuveröffentlichungen mehr geben soll. |
| 2. Oktober 2015 – 8. Oktober 2015 1 Woche | 1                                                   | Disclosure                                          | Caracal                                             | – |
| 9. Oktober 2015 – 15. Oktober 2015 1 Woche | 1                                                   | Rudimental                                          | We the Generation                                   | Nach dem Debütalbum zwei Jahre zuvor erreichte auch das zweite Album des Elektroquartetts aus London die Spitzenposition. |
| 16. Oktober 2015 – 22. Oktober 2015 1 Woche | 1                                                   | Faithless                                           | Faithless 2.0                                       | 2011 hatte die Band schon Schluss gemacht, zur Rückkehr in diesem Jahr veröffentlichten sie dieses Best-of-Album mit zusätzlichen Remix-Versionen ihrer Hits unter anderem von Avicii und Armin van Buuren. Zum dritten Mal erreichten sie Platz eins der britischen Albumcharts. |
| 23. Oktober 2015 – 29. Oktober 2015 1 Woche | 1                                                   | Jamie Lawson                                        | Jamie Lawson                                        | Der Sänger von der Südküste Englands hatte seinen Durchbruch 2011 in Irland. Als erster Musiker, den Ed Sheerans neues Label unter Vertrag genommen hatte, folgte auch in seiner Heimat der ganz große Erfolg. |
| 30. Oktober 2015 – 5. November 2015 1 Woche | 1                                                   | 5 Seconds of Summer                                 | Sounds Good, Feels Good                             | – |
| 6. November 2015 – 19. November 2015 2 Wochen | 2                                                   | Elvis Presley with the Royal Philharmonic Orchestra | If I Can Dream                                      | Auch 38 Jahre nach seinem Tod stellte der „King“ noch Rekorde auf. Mit seinem 12. Nummer-eins-Album wurde er zum erfolgreichsten männlichen Interpreten der britischen Charts, nur noch übertroffen von den Beatles. |
| 20. November 2015 – 26. November 2015 1 Woche | 1                                                   | One Direction                                       | Made in the A. M.                                   | In der Gunst der jungen Fans lag die Boyband in der Heimat ganz knapp vor dem Kanadier Justin Bieber, der zeitgleich sein Album veröffentlicht hatte. Die Boyband schaffte das vierte Nummer-eins-Album in ebenso vielen Jahren. |
| 27. November 2015 – 14. Januar 2016 7 Wochen (insgesamt 13) | 13                                                  | Adele                                               | 25                                                  | Mit knapp über 800.000 verkauften Exemplaren in der ersten Chartwoche stellte Adele einen neuen Rekord auf. Geht man nicht nach Chartwochen, sondern nach den ersten sieben Verkaufstagen, so lag Oasis mit 813.000 Exemplaren des Albums Be Here Now weiterhin vorne. Das war allerdings schon 18 Jahre her. Damals bekam die Band für 600.000 Exemplare Platin, wohingegen Adele sich schon Dreifachplatin (3×300.000) näherte. |

## Jahreshitparaden
| ← 2014 ← | Liste der Nummer-eins-Hits in den britischen Charts | Liste der Nummer-eins-Hits in den britischen Charts                | Liste der Nummer-eins-Hits in den britischen Charts | 2016 →   |
| \| Singles \| Position# \| Alben \| \| --------------------------------------------------------------------------------------------------------------------- \| --------- \| ------------------------------------------------------------------ \| \| Uptown Funk! Mark Ronson feat. Bruno Mars Mark Ronson, Jeff Bhasker, Bruno Mars, Philip Lawrence \| 1 \| 25 Adele \| \| Cheerleader (Felix Jaehn Remix) Omi Omar Samuel Pasley, Clifton Dillon, Mark Bradford, Ryan Dillon, Sly Dunbar \| 2 \| × Ed Sheeran \| \| Take Me to Church Hozier Andrew Hozier-Byrne \| 3 \| In the Lonely Hour Sam Smith \| \| Love Me like You Do Ellie Goulding Max Martin, Savan Kotecha, Ali Payami, Tove Nilsson, Ilya Salmanzadeh \| 4 \| If I Can Dream Elvis Presley with the Royal Philharmonic Orchestra \| \| See You Again Wiz Khalifa feat. Charlie Puth Justin Franks, Cameron Thomaz, Andrew Cedar, Charles Puth \| 5 \| Purpose Justin Bieber \| \| Hello Adele Greg Kurstin, Adele Adkins \| 6 \| 1989 Taylor Swift \| \| Lean On Major Lazer & DJ Snake feat. Mø Thomas Wesley Pentz, Karen Marie Ørsted, William Grigahcine, Philip Meckseper \| 7 \| I Cry When I Laugh Jess Glynne \| \| Hold Back the River James Bay Iain Archer, James Bay \| 8 \| Chaos and the Calm James Bay \| \| What Do You Mean? Justin Bieber Jason Boyd, Mason Levy, Justin Bieber \| 9 \| A Head Full of Dreams Coldplay \| \| Sorry Justin Bieber Justin Bieber, Sonny Moore, Justin Tranter, Julia Michaels, Michael Tucker \| 10 \| Wanted on Voyage George Ezra \| |                                                     |                                                                    |                                                     |          |
| ← 2014 |                                                     |                                                                    |                                                     | → 2016 → |
| Singles | Position#                                           | Alben                                                              |                                                     |          |
| Uptown Funk! Mark Ronson feat. Bruno Mars Mark Ronson, Jeff Bhasker, Bruno Mars, Philip Lawrence | 1                                                   | 25 Adele                                                           |                                                     |          |
| Cheerleader (Felix Jaehn Remix) Omi Omar Samuel Pasley, Clifton Dillon, Mark Bradford, Ryan Dillon, Sly Dunbar | 2                                                   | × Ed Sheeran                                                       |                                                     |          |
| Take Me to Church Hozier Andrew Hozier-Byrne | 3                                                   | In the Lonely Hour Sam Smith                                       |                                                     |          |
| Love Me like You Do Ellie Goulding Max Martin, Savan Kotecha, Ali Payami, Tove Nilsson, Ilya Salmanzadeh | 4                                                   | If I Can Dream Elvis Presley with the Royal Philharmonic Orchestra |                                                     |          |
| See You Again Wiz Khalifa feat. Charlie Puth Justin Franks, Cameron Thomaz, Andrew Cedar, Charles Puth | 5                                                   | Purpose Justin Bieber                                              |                                                     |          |
| Hello Adele Greg Kurstin, Adele Adkins | 6                                                   | 1989 Taylor Swift                                                  |                                                     |          |
| Lean On Major Lazer & DJ Snake feat. Mø Thomas Wesley Pentz, Karen Marie Ørsted, William Grigahcine, Philip Meckseper | 7                                                   | I Cry When I Laugh Jess Glynne                                     |                                                     |          |
| Hold Back the River James Bay Iain Archer, James Bay | 8                                                   | Chaos and the Calm James Bay                                       |                                                     |          |
| What Do You Mean? Justin Bieber Jason Boyd, Mason Levy, Justin Bieber | 9                                                   | A Head Full of Dreams Coldplay                                     |                                                     |          |
| Sorry Justin Bieber Justin Bieber, Sonny Moore, Justin Tranter, Julia Michaels, Michael Tucker | 10                                                  | Wanted on Voyage George Ezra                                       |                                                     |          |